# إذاعة
الإذاعة أو البث الإذاعي أو الراديو هي وسيلة إعلام مسموعة، كان أول إذاعة تبث برامجها في عام 1906؛ وتعد الإذاعة أهم الوسائل الصوتية المسموعة. وتسمى الإذاعة أيضا (الراديو) التي يرجع أصلها إلى الكلمة اللاتينية (راديوس) وتعني نصف قطر. وهذهِ التسمية تنطبق على الإرسال الاذاعي حيث تبث الموجات الكهرومغناطيسية مع تضمين الموجات الصوتية عبر الغلاف الجوي على هيئة دوائر.

## طريقة الاِلتقاط على الراديو
إن طريقة المعروفة لدى العلماء لاِلتقاط الموجات الكهرومغناطيسية وهي حديثة ويسمونها البعض (راديو الفضاء الثالث) والطريقة تلتقط من أربع عناصر وهي: الإذاعة (الأستوديو)، وبرج إرسال موجات كهرومغناطيسي، وقمر صناعي، وهوائي، مثل هوائي الراديو للسيارة.

## طريقة راديو الفضاء الثالث
أولاً، في الإذاعة المباشرة يكون على مبنى الأستوديو هوائي لإرسال الموجات. تُرسل هذه الموجات مباشرة من الاستوديو إلى برج إرسال موجات كهرومغناطيسية. يقوم هذا البرج بإرسال موجات عالية التردد إلى القمر الصناعي في الفضاء. يستقبل القمر الصناعي هذه الموجات ويرسلها إلى أي هوائي يستقبل الترددات الراديوية. إذا كان لديك راديو منزلي، فسيستقبل البث بناءً على نوع القمر الصناعي ونوع الهوائي الخاص بك. يتم عرض البث على شاشة التلفاز بصورة وصوت، بينما يكون مختلفًا تمامًا في الراديو نظرًا لاختلاف القمر الصناعي والهوائي والتردد. لذلك، يُعتبر الراديو معجزة الماضي والحاضر والمستقبل؛ يستفيد منه السكان والملاحة الجوية والطيارون.

## محتويات الراديو
يتكوّن الراديو من هوائي يلتقط الإشارات اللاسلكيّة، ثمّ يحوّلها إلى إشارات كهربائيّة، ثمّ تنتقل إلى دائرة مكوّنة من مكثف هوائيّ ومكبر للتردد العاليّ والمذبذب، حيث يقوم هذا المكثف بانتقاء المحطة التي يريد الشخص سماعها، ويمنع كذلك حصول أيّة مداخلة بين المحطات المختلفة والتي لها ترددات متقاربة، ثمّ يتمّ تكبير هذه الإشارة الصوتيّة، وأخيراً يصل الصوت. يقوم المكثف الهوائي بعمل تعديلات على موجات الراديو، وتمرّ هذه التعديلات بتعديلين أساسيين. التعديل الأول يكون في تعديل النبضات، وهي تشبه إشارات مورس. أمّا التعديل الثاني فهو تعديل السعة وهنا يكون التعديل بتعديل التردد (FM)، ويكون في هذه الحالة دمج بين موجات الراديو الجيبية والمعلوماتيّة لنحصل على الموجة المعدلة.

## خصائص الراديو كوسيلة إعلامية
يمكن حصر أهم الخصائص التي يتسم بها الراديو كوسيلة إعلامية في ما يلى:
1- يتميز الراديو بما يقوم به من دور فعال في تحرير خيال المستمع وإطلاقه بلا قيود.
2- لا يحتاج سماع الراديو لجهد وعناء، كما هو الحال بالنسبة لقراءة الصحيفة أو مشاهدة التلفزيون.
3- يعد الراديو الوسيلة الوحيدة غير المرئية بين جميع وسائل الإعلام، لذا يطلق عليه أساتذة وخبراء الإعلام والاتصال «الوسيلة العمياء» "Blind Medium".
4- يتيح الراديو للمستمعين الأميين الذين لا يقرأون ولا يكتبون فرصة الحصول على الثقافة والمعرفة والمتابعة للأحداث والأنباء والأنشطة التي تقع في داخل الوطن وخارجه.
5- يعد الراديو فنا وجدانيا عاطفيا، وهي سمة تنبهت لها الحكومات في العديد من دول العالم لإثارة المشاعر الشعبية الجارفة، خاصة خلال الأزمات والحروب، فتسعى لتعبئة الرأى العام بالأغنى الوطنية والأناشيد الحماسية والنشرات الإخبارية المتلاحقة والتعليقات السياسية الساخنة.
6- يستطيع المستمع القيام بأنشطة مختلفة خلال سماعه للراديو.
7- يخلق الراديو جوا من الألفة والصداقة بينه وبين مستمعيه، ومن ثم فإن مستمع الراديو يتوقع دائما ان يستمع من هذا الجهاز لكل ما هو صادق وأمين وواقعى.
8- تبدو الأشياء التي يتم سماعها عبر الراديو وكأنها تحدث الآن، أي «على الهواء»، حتى ان العديد من المستمعين يعتقدون أن ما يسمعونه من برامج مسجلة على شرائط إنما هي برامج حية وفورية.
9- الإذاعة ليست تقارير عن أشياء حدثت في الماضى وإنما تقدم الأحداث فور وقوعها.
10- لا يتطلب الاستماع إلى الراديو سوى استخدام حاسة السمع فقط، وبذلك ترتاح بقية الحواس لأداء دورها في وظائف أخرى.
11- الراديو صغير الحجم سهل الحمل يسهل نقله من مكان إلى آخر، ولا يشغل حيزا كبيرا مما يجعله يؤدى دوره بكفاءة عالية دون أي عناء للمستمع.
12- يمكن باستخدام الصوت إضفاء الحيوية، والقدرة على إقناع مستمعى النصوص الإعلانية مما يساعد – كما يقول خبراء الإعلام – على تحقيق السمة الشخصية في العملية البيعية، إذ يشعر المستمع أن الرسالة الإعلانية قد أعدت له بصفة شخصية، ويتم ذلك باستخدام بعض الكلمات الموحية مثل: عزيزى المستمع – سيدى – سيدتى... الخ
13- يحقق الراديو ميزة هامة للمعلنين وكتاب النصوص الإعلانية، وهي فورية النص الإعلانى، حيث يمكن الوصول إلى المستمع في أي مكان وبأسرع وقت، ويمكن تغير النص الإعلانى في الدقائق الأخيرة من توقيت الإذاعة، مما يساعد في ترويج المواسم البيعية مثل المعارض والاوكازيونات.

## أمواج الإذاعة
هي جزء من الطيف الكهرومغناطيسي والذي ينتشر في الفراغ بسرعة الضوء 300,000 كيلومتر
في الثانية. أمواج الإذاعة لها ترددات مختلفة تبدأ من 3 Hz وحتى 300 GHz.
تنقسم ترددات الإذاعة التقليدية إلى قسمين:
- frequency modulated (FM) التضمين الترددي وكل محطاتها تقع تردداتها بين 88 MHz و 108 MHz هذا النطاق من ترددات أمواج الإذاعة مخصص فقط لاستخدام البث الإذاعي لمحطات FM المختلفة وقد بدأ البث باستخدام أمواج التضمين الترددي عام 1939 على يد أديسون أرمسترونج.
- (AM)amplitude modulated التضمين المطالي (السعوي) محطاتها ذات ترددات يتراوح نطاقها من 535KHz – 1700KHz وقد أستعملت لأول مرة في بدايات العام 1920.

وهناك الترددات القصيرة ال SW يتراوح نطاقهامن 5.9 MHz – 26.1 MHz.